# Kwon Eun-bin
Dans ce nom coréen, le nom de famille, Kwon, précède le nom personnel.
Ne doit pas être confondu avec Kwon Eun-bi.
Kwon Eun-bin (en coréen : 권은빈; née le 6 janvier 2000), dite Eunbin (은빈), est une chanteuse sud-coréenne. Elle est une ancienne membre du girl group CLC formé par Cube Entertainment.

## Carrière musicale

### "Produce 101"
Son père, un journaliste TV et sa mère, femme au foyer, ont toujours soutenu la jeune fille dans son rêve de devenir chanteuse. Grâce à la profession de son père, qui a déjà reçu le prix de la Fédération des journalistes en 2012, Eunbin intègre très facilement le programme "Produce 101" où elle représente la Cube Entertainment. Cette émission suivie sur Mnet vise à former des futurs chanteurs de K-pop. Eubin remporte la 16ème place du concours et est néanmoins sacrée 11ème dans les favorites de l'émission.

### CLC
Eunbin intègre les CLC en tant que 7ème membre en 2016.